# Iso-Ahvenjärvi
Iso-Ahvenjärvi är en sjö i Kiruna kommun i Lappland och ingår i Torneälvens huvudavrinningsområde. Sjön har en area på 0,0388 kvadratkilometer och ligger 262 meter över havet.

## Delavrinningsområde
Iso-Ahvenjärvi ingår i det delavrinningsområde (751294-177381) som SMHI kallar för Ovan Lainiojoki. Medelhöjden är 265 meter över havet och ytan är 23,8 kvadratkilometer. Räknas de 3 avrinningsområdena uppströms in blir den ackumulerade arean 141,79 kvadratkilometer. Junojoki som avvattnar avrinningsområdet har biflödesordning 2, vilket innebär att vattnet flödar genom totalt 2 vattendrag innan det når havet efter 286 kilometer. Avrinningsområdet består mestadels av skog (36 procent) och sankmarker (61 procent). Avrinningsområdet har 0,29 kvadratkilometer vattenytor vilket ger det en sjöprocent på 1,2 procent.